# Miconia mexicana
Miconia mexicana är en tvåhjärtbladig växtart som först beskrevs av Aimé Bonpland, och fick sitt nu gällande namn av Charles Victor Naudin. Miconia mexicana ingår i släktet Miconia och familjen Melastomataceae. Inga underarter finns listade i Catalogue of Life.